# Homalanthus populifolius
Omalanthus populifolius là một loài thực vật có hoa trong họ Đại kích. Loài này được Graham mô tả khoa học đầu tiên năm 1827.

## Hình ảnh

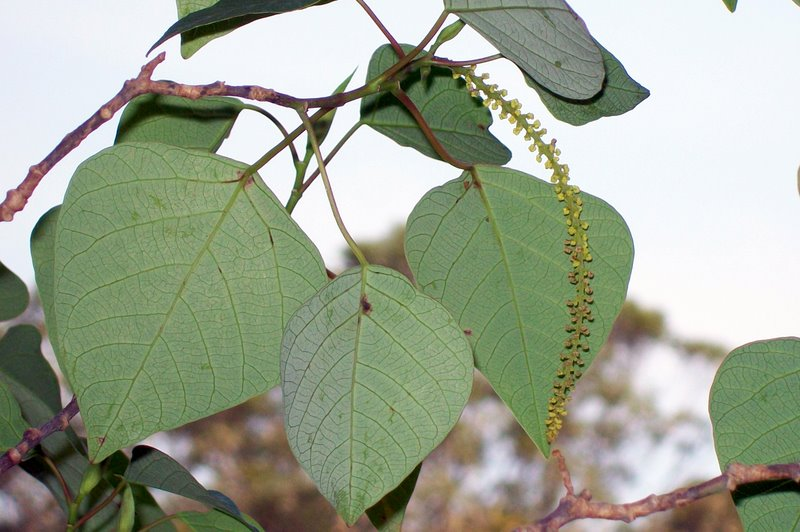
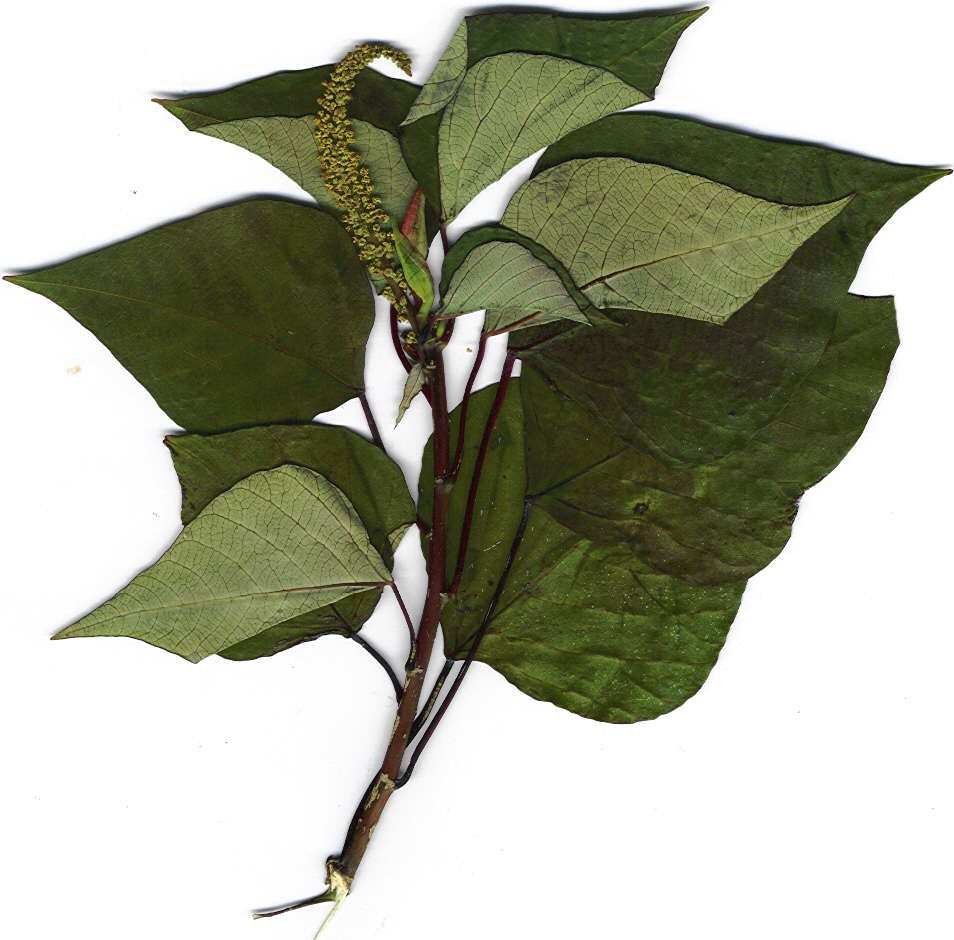
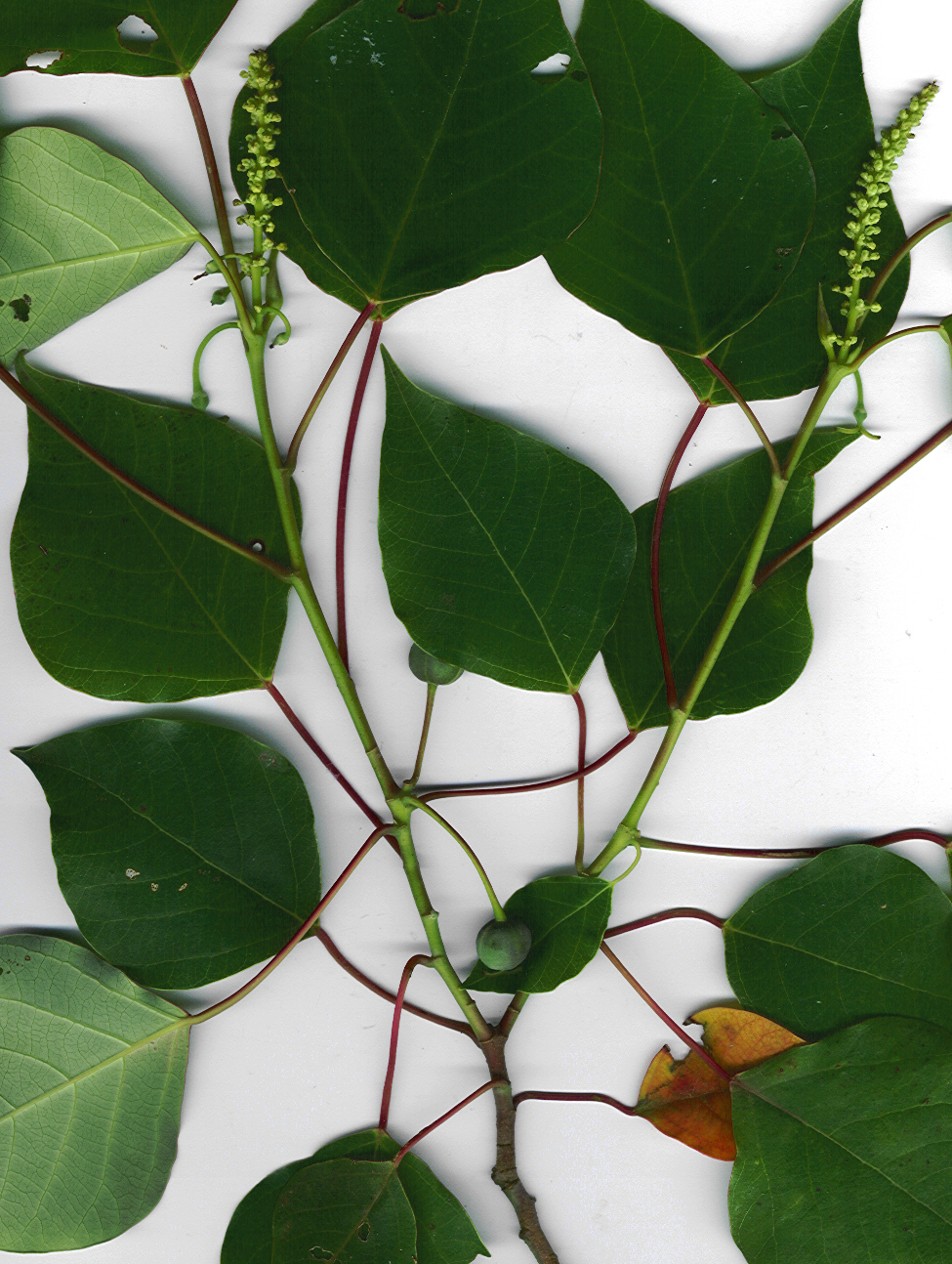
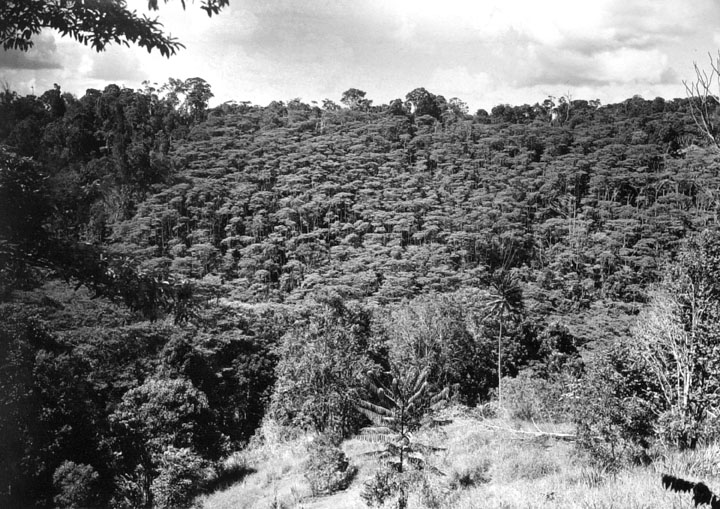